# 愛と死のかたみ
『愛と死のかたみ』（あいとしのかたみ）は、山口久代の小説作品、およびそれを原作とした映画・テレビドラマ化作品である。

## 映画
1962年11月21日公開。

### キャスト
- 田辺阿佐子 - 浅丘ルリ子
- 田辺千世 - 高野由美
- 野崎潔 - 長門裕之
- 本間 - 山田禅二
- 中沢 - 大坂志郎
- 中沢芳子 - 南寿美子
- 片倉 - 小高雄二
- 悦子 - 千代侑子
- 敏枝 - 武内悦子
- 青沼 - 波多野憲
- 関根圭子 - 松尾嘉代
- 飯島牧師 - 滝沢修
- 藤井 - 天坊準
- 藤井武子 - 鏑木はるな
- 船越 - 榎木兵衛
- 長谷部 - 木浦佑三
- 富枝 - 星ナオミ
- 角田 - 金子信雄
- ナツ - 初井言榮
- 里子 - 小園蓉子
- 良三 - 相原巨典
- 津村 - 伊丹慶治
- 鳥羽牧師 - 永井智雄
- 小畑 - 近藤宏

### スタッフ
- 監督 - 斎藤武市
- 脚色 - 棚田吾郎
- 企画 - 芦田正蔵
- 撮影 - 高村倉太郎
- 音楽 - 小杉太一郎
- 美術 - 坂口武玄
- 編集 - 近藤光雄
- 録音 - 米津次男
- 照明 - 大西美津男
- スクリプター - 斎藤耕一
- 配給 - 日活

## テレビドラマ

### 1962年版
『夫婦百景 聖女房 愛と死のかたみ』のタイトルで、1962年3月5日 - 3月26日に日本テレビ毎週月曜日22:00 - 22:30（JST）にて放送された。

#### キャスト
- 佐藤慶
- 市原悦子
- 大町文夫
- 近藤準
- 鶴丸睦彦
- 久米明
- 本橋和子

#### スタッフ
- 選 - 獅子文六
- 脚本 - 八田尚之
- 制作 - 日本テレビ

### 1977年版
1977年5月9日 - 7月8日にTBS「花王 愛の劇場」枠にて放送された。

#### キャスト
- 直美 - 島かおり
- 清川哲夫 - 大出俊
- 泰作 - 加藤嘉
- 芳江 - 平井岐代子
- 中野健
- 千葉裕子

#### スタッフ
| TBS 花王 愛の劇場              | TBS 花王 愛の劇場                      | TBS 花王 愛の劇場                 |
| 前番組                         | 番組名                                 | 次番組                            |
| ------------------------------ | -------------------------------------- | --------------------------------- |
| 乱れる （1977.3.7 - 1977.5.6） | 愛と死のかたみ （1977.5.9 - 1977.7.8） | 母の肖像 （1977.7.12 - 1977.9.2） |

| スタブアイコン | サブスタブ | この項目は、まだ閲覧者の調べものの参照としては役立たない、文学に関連した書きかけの項目です。この項目を加筆・訂正などしてくださる協力者を求めています（P:文学、PJ:ライトノベル）。項目が小説家・作家の場合には{Writer-substub}を、文学作品以外の本・雑誌の場合には{Book-substub}を貼り付けてください。 |